# Adejeania sabroskyi
Adejeania sabroskyi är en tvåvingeart som beskrevs av Guimaraes 1966. Adejeania sabroskyi ingår i släktet Adejeania och familjen parasitflugor. Inga underarter finns listade i Catalogue of Life.